# Staatstoezicht op de Mijnen
Het Staatstoezicht op de Mijnen (SodM) is een Nederlandse dienst die is opgericht in 1810 en belast is met het toezicht op de delfstoffen- en energiewinning in Nederland. Zij ziet toe op de veiligheid en milieubescherming bij mijnbouwactiviteiten, het gasnetwerk en wind op zee. Tevens wordt de dienst gevraagd om advies bij (bouw)projecten boven instortingsgebieden (zoals het Casino in Valkenburg) en boven mijnschachten (zoals het CBS-pand in Heerlen).

## Geschiedenis
In 1810 stond Nederland onder Frans bestuur en werd op 21 april 1810 de Franse Mijnwet ingevoerd. Deze wet voorzag onder meer in de oprichting van het Staatstoezicht op de Mijnen. Vooral Zuid-Limburg kreeg vanwege de steenkoolwinning te maken met de invoering van deze wet die voorwaarden stelde aan de winning van delfstoffen zoals steenkool, bruinkool, zout, aardolie en mergel.
Met de Mijnwet werden ook de eigendomsrechten geregeld. Voordien had de eerlijke vinder de eigendomsrechten en sinds de wet bepaalde de Staat wie bevoegd was voor de ontginning van delfstoffen. Daarbij werden diverse voorwaarden gesteld met betrekking tot sociale en veiligheidsaspecten. De winning mocht alleen nog geschieden onder leiding van technisch geschoold personeel, waaronder mijningenieurs, mijnmeters en medici. Tevens werd het verboden om kinderen jonger dan tien jaar te werk te stellen in de mijnen, wat tot dan toe vaak gebeurde omdat zij vanwege hun lengte goed in kleine ruimtes konden werken. Ook mochten volgen de wet de trekpaarden die de kolenwagens uit de mijn trokken niet te zwaar belast worden.
Het controleren van deze nieuwe regelgeving werd gedaan door de "ingenieur des mines", de ingenieur van de mijnen die gevestigd was in Luik. Dit bestuur vanuit Luik bleef in Nederlands Zuid-Limburg stand houden tot voorbij de Belgische Revolutie waarbij België onafhankelijk werd van Nederland.
Per 1 juli 1839 kreeg Nederland een eigen "ingenieur der mijnen" die zijn standplaats had in Nederland, dit was de heer F.D.J. Büttgenbach. Onder zijn aandacht vielen de mergelgroeven, de Domaniale Mijn en kleinere mijntjes Bleyerheide en Neuprick. Zijn standplaats was Kerkrade in het administratiegebouw van de Domaniale Mijn en was toen de enige functionaris die in dienst was van het Mijnwezen. Brieven en rapporten waren in het Duits en Frans opgesteld en de ingenieur kreeg 250 gulden per jaar.
Door de tijd heen verhuisde het hoofdkwartier van de ingenieur der mijnen nogal eens tussen de steden Kerkrade, Heerlen en Maastricht, wat vaak in de beginjaren afhankelijk was van de woonplaats van de desbetreffende ingenieur.
In mei 1959 werd er in de bodem van Groningen het Groningenveld ontdekt waaruit in de daaropvolgende periode aardgas werd gewonnen. Door deze ontwikkeling werd de dienst snel uitgebreid en werd er een pand in Heerlen betrokken.
Door de ontwikkelingen in de gas- en oliewinning duurde het niet lang voordat er ook in het westen van Nederland een dependance geopend werd. De dienst zat per 1967 in Heerlen en in Den Haag.
De sluiting van de mijnen in Zuid-Limburg zette de Heerlense vestiging van de dienst onder druk. Na aanvankelijk succesvolle protesten door de medewerkers van de Heerlense vestiging, verhuisde de dienst uiteindelijk toch naar Den Haag en werd op 9 juli 1985 Den Haag als hoofdkwartier voor de dienst Staatstoezicht op de Mijnen. Hoewel de dienst naar Den Haag verhuisde bleven er nog enige taken in Limburg achter.
In september 2010 verdween de dienst in z'n geheel uit Limburg, toen de laatste functionaris stopte met zijn werk en de werkzaamheden overgenomen werden door enkele ambtenaren bij de provincie Limburg. Nadien zetelt de dienst uitsluitend nog in Den Haag. De enige operationele mijn in Limburg die in 2010 nog onder toezicht stond van het SodM was de mergelgroeve Sibbergroeve.